# Albert Charpin
 (juillet 2015).
Si vous disposez d'ouvrages ou d'articles de référence ou si vous connaissez des sites web de qualité traitant du thème abordé ici, merci de compléter l'article en donnant les références utiles à sa vérifiabilité et en les liant à la section « Notes et références ».
Pour les articles homonymes, voir Charpin.
Albert Charpin, né à Grasse le 30 janvier 1842, et mort à Asnières-sur-Seine le 7 mars 1924, est un peintre français.

## Biographie
Élève de Charles-François Daubigny, Albert Charpin est un peintre de paysage et de scènes rurales des activités de la ferme, notamment pastorales. Sa peinture se caractérise par ses poses naturelles et la sérénité de ses modèles, dans un contexte de lumière du jour matinale, avec des cieux nuageux. Il fut un membre de l'école de Barbizon. Une de ses peintures, Le Retour à la ferme, est exposée au musée des beaux-arts de Chambéry.
Ses principales œuvres sont Troupeau dans la Camargue, Soir d’automne en Sologne, Le soir dans les Alpes Maritimes entre autres.
Il débute au Salon de 1868, puis envoie ses œuvres au Salon des artistes français de 1881 à 1925 où il obtient une médaille de 2e classe en 1897 avant d'être placé en hors-concours.

## Galerie

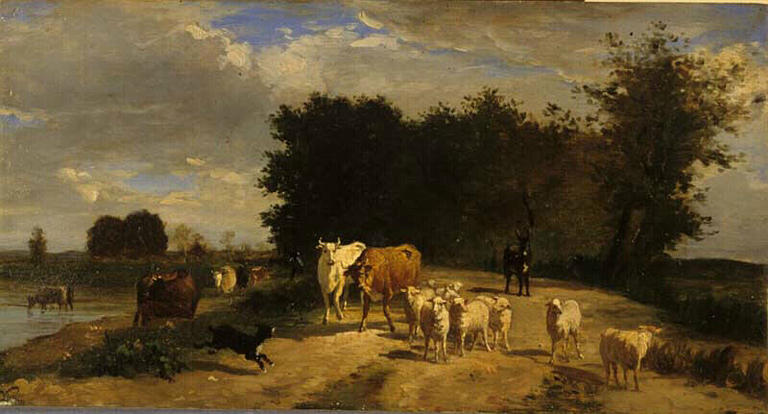
Le Retour à la ferme, œuvre non sourcée.[réf. nécessaire]
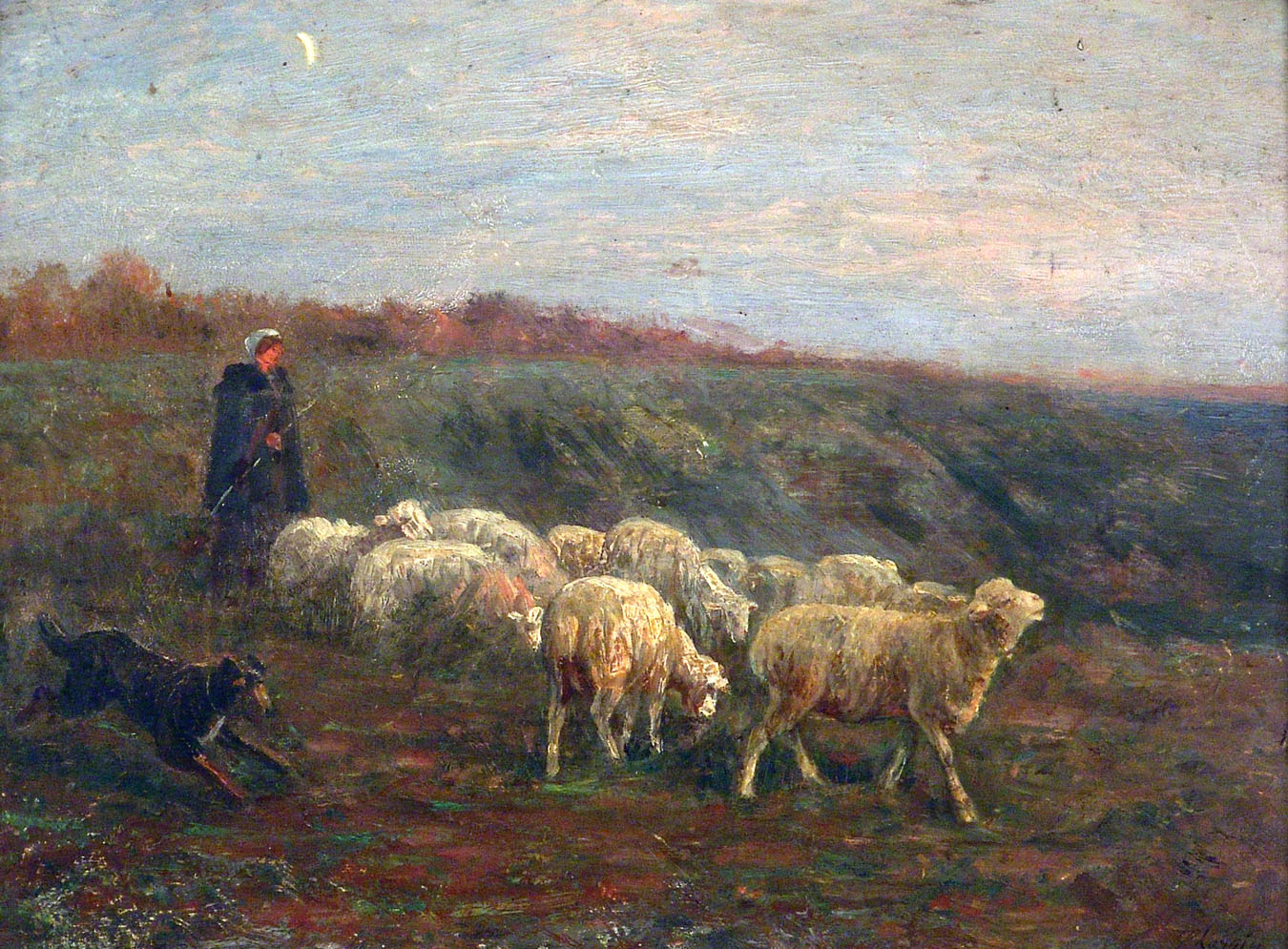
La Bergère et son troupeau de moutons, œuvre non sourcée.[réf. nécessaire]
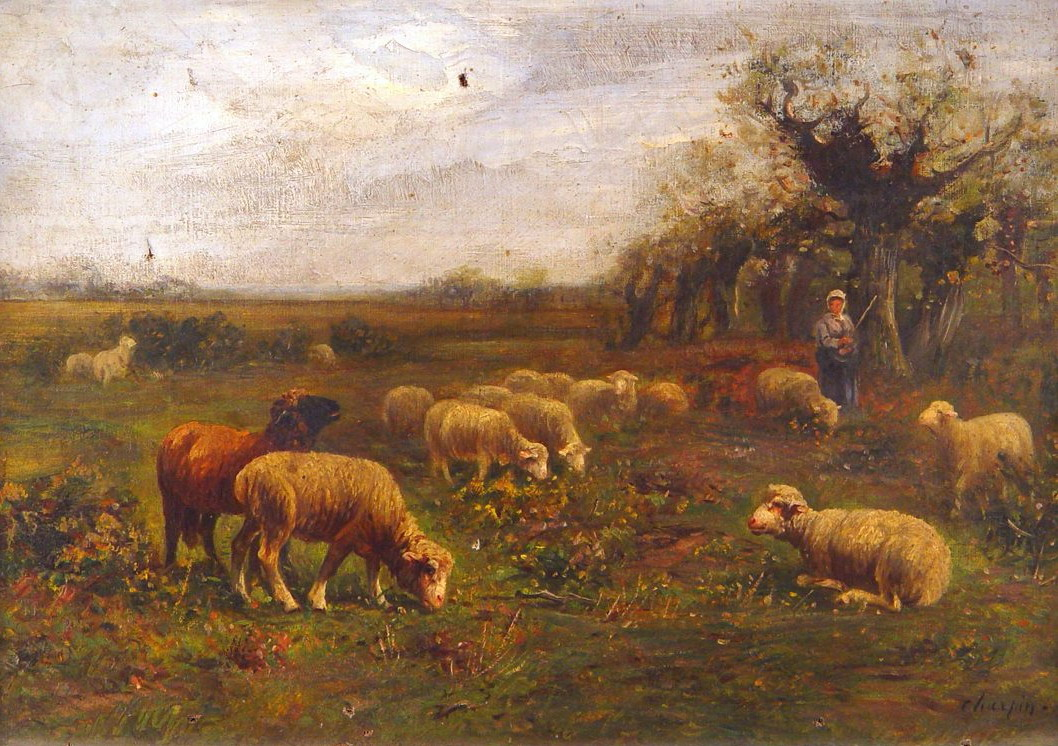
Moutons et bergère, œuvre non sourcée.[réf. nécessaire]
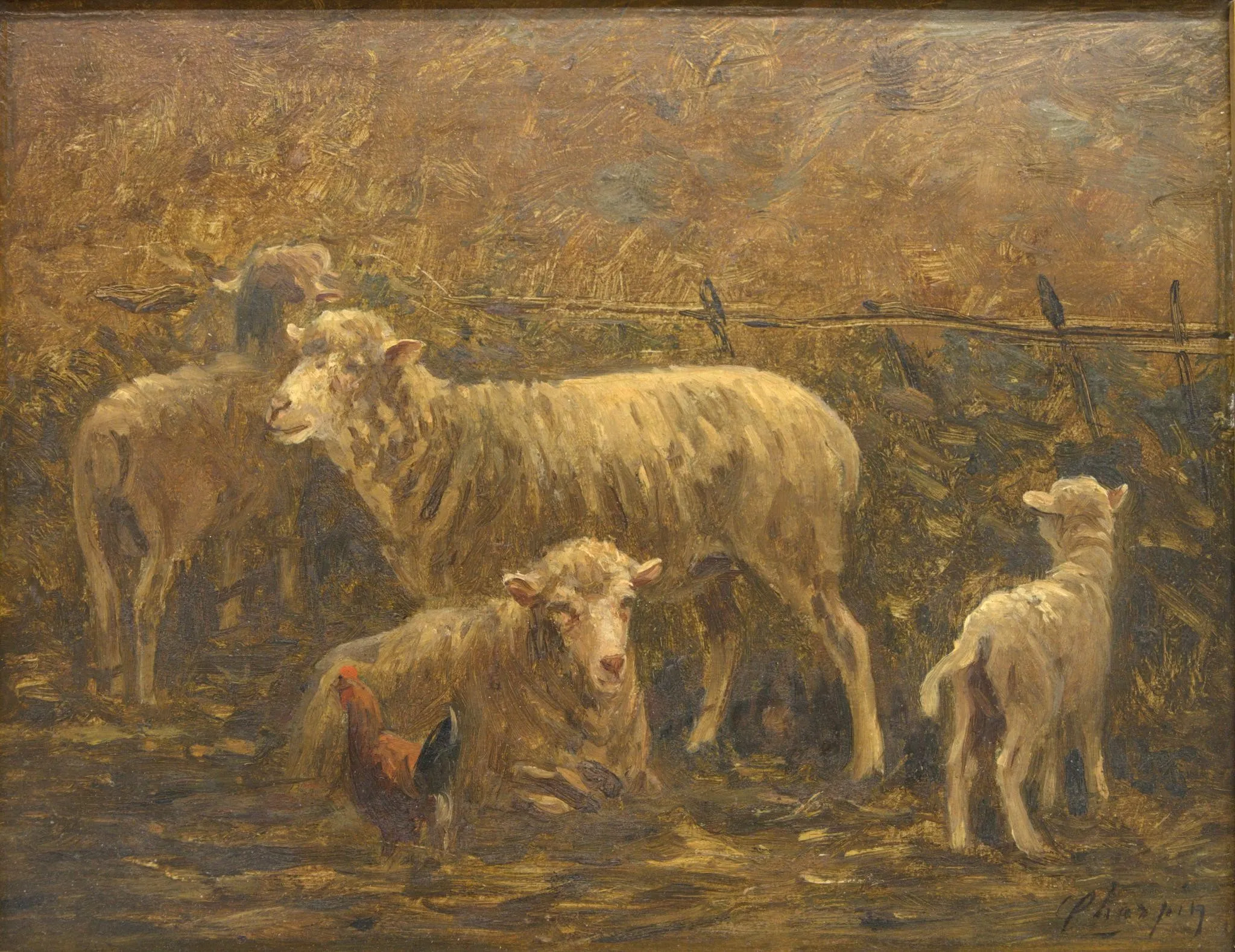
Troupeau de moutons avec poule

## Collections publiques
- Musée des beaux-arts de Bernay : La gardeuse de moutons
- Musée des beaux-arts de Chambéry : Le Retour à la ferme
- Musée des beaux-arts de Nice : Sur le versant des Alpes-Maritimes